# Charles Crichton
Charles Crichton (6. august 1910 – 14. september 1999) var en britisk filminstruktør.
Crichton er bedst kendt som en instruktør for flere Ealing Studio-komedier. Fra først i 1960'erne instruerede han især tv-serie, heriblandt fem episoder af The Avengers, fjorten episoder af Månebase Alpha og ti episoder af Dick Turpin.
Den største succes opnåede han med sin sidste film, Fisken de kaldte Wanda fra 1989.

## Udvalgte film
- Dance Hall (1950)
- Masser af guld (1951)
- The Titfield Thunderbolt (Tog til Titfield, 1953)
- Kønnenes kamp (1959)
- Fisken de kaldte Wanda (1988)